# Asamblea Coordinadora de Estudiantes Secundarios
La Asamblea Coordinadora de Estudiantes Secundarios (acrónimo: ACES) es una organización estudiantil  que agrupa a estudiantes secundarios de la educación pública de Chile mediante asambleas abiertas, y se define como «autónoma del Estado».
Es una de las organizaciones de estudiantes secundarios más mediáticas desde la vuelta a la democracia en este país, teniendo un rol importante junto con la Coordinadora Nacional de Estudiantes Secundarios (CONES) en las movilizaciones sociales de la última década.
Se autodenomina como «un espacio para la acción de los estudiantes secundarios organizados de Chile, compuesto por todos y todas quienes quieran a través de ella opinar y manifestarse».

## Historia

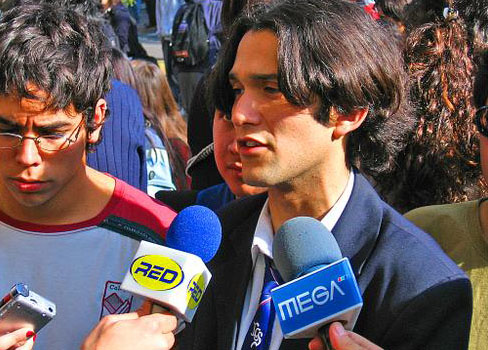
César Valenzuela, uno de los voceros de la ACES durante la Revolución pingüina de 2006.

La ACES se originó en 2000, a partir de la disidencia de sectores de izquierda y anarquistas contra sectores reformistas y centroizquierdistas de la Federación de Estudiantes Secundarios de Santiago (FESES), que se manifestó en la Asamblea General de octubre de 2000. Dichos sectores díscolos planteaban la existencia de deficiencias basales de FESES, en particular por la estructura político partidista de dicha federación, que generaba una débil identificación en los estudiantes, y por tanto, redundaba en la desmovilización. Los fundadores de la ACES buscaban diseñar otro mecanismo de acción y reacción, una organización alejada de los partidos políticos tradicionales y autónoma.
Su primer hito fue haber liderado la movilización estudiantil de 2001, conocida como el «Mochilazo». La ACES también tuvo un rol protagónico durante las movilizaciones estudiantiles de 2006 –conocidas como la «Revolución Pingüina»–, donde se reorganizó en seis grupos zonales ([Santiago] Norte, Centro, Sur, Oriente, Poniente y Regiones), y tuvo como sus principales voceros a María Jesús Sanhueza, Juan Herrera, César Valenzuela y Karina Delfino. En 2011 se sumaron a las movilizaciones estudiantiles, pero compartieron la representación de los estudiantes secundarios con la recién creada Coordinadora Nacional de Estudiantes Secundarios (CONES), reconocida como «una alternativa más institucional y no tan radicalizada».
En los años posteriores han realizado diversas protestas y acciones, como un llamado a boicotear las elecciones municipales de 2012 y una protesta al interior del Palacio de La Moneda en 2016. En agosto de 2014, la vocera de la ACES, Lorenza Soto, entregó un decálogo con las demandas históricas del movimiento estudiantil al Ministerio de Educación (Mineduc), entre las que se incluyeron:
- Democracia y control de las comunidades educativas, universitarias y escolares.
- Pase escolar gratuito durante los 365 días del año, en todo el territorio chileno.
- Mejoras al sistema de Educación Técnica Profesional.
- Gratuidad y fortalecimiento del rol público de la educación.
- Desmunicipalización de la enseñanza.
- Fin a las pruebas estandarizadas como el Simce y la PSU.
- Fin a la externalización de servicios y subcontratación.
- Mejora a la malla curricular, definida por las comunidades educativas.
- Estabilidad laboral en todos los niveles de la educación

La ACES también se sumó a las masivas protestas nacionales iniciadas en octubre de 2019, y formó parte de la Mesa de Unidad Social hasta el 9 de noviembre, cuando se retiró por no haber garantías para que las demandas sociales «no termine[n] cocinándose en cuatro paredes con las mismas lógicas de la política de antaño». En enero de 2020 la ACES llamó a boicotear la rendición de la Prueba de Selección Universitaria (PSU), que debió ser suspendida en varios locales y su prueba de Historia fue cancelada por el Consejo de Rectores. El gobierno de Sebastián Piñera anunció denuncia por la Ley de Seguridad del Estado en contra de algunos manifestantes, entre ellos, el vocero de la ACES Víctor Chanfreau y la vocera Ayelén Salgado.

## Objetivos y organización
Defiende la idea de que es un deber del Estado el garantizar a todos los chilenos, sin excepción, el derecho a una educación de excelencia en todos sus niveles, también plantea en sus propuestas la necesidad de un Sistema nacional de educación que sea gratuito, de excelencia, no sexista, integral y con control comunitario.
En sus bases se establece como una coordinadora zonal, inicialmente de las comunas de Santiago y Providencia. Esta organización no aspira ser una organización mayor y coordinar todas las acciones de las distintas sinergias de los estudiantes secundarios, y si pretende ser un espacio de convergencia donde quedan descartadas la jerarquización y la dirección central como necesidades fundamentales del movimiento.[cita requerida]
Este movimiento se diferencia de sus pares por tener un carácter democrático menos representativo y sí más reaccionario. No se concibe la idea de ser una organizadora de presidentes de Centros de Alumnos sino una de estudiantes organizados sin burocracia alguna.[cita requerida]

## Vocerías
- 2022: Gael Palape[8]
- 2021: Antonia Rolland y Gael Palape[9]
- 2020: Marcos Fauré e Isidora Godoy[10]
- 2019: Ayelén Salgado y Víctor Chanfreau[11]
- 2018: Amanda-luna Cea[12]
- 2017: Sara Robles[13]
- 2016: Diego Arraño[14]
- 2015: Claudia Arévalo
- 2014: Lorenza Soto[15]
- 2013: Isabel Salgado[16]
- 2012: Eloísa González[17]
- 2011: Alfredo Vielma[18]
- 2010: Victoria Cárdenas